# Aka-Kede jezik
Aka-Kede jezik (kede; ISO 639-3: akx), izumrli jezik velikoandamanske skupine andamanske porodice jezika, koji se nekada govorio na središnjem i sjevernom dijelu otoka Middle Andaman u Andamanima pred indijskom obalom.

## Vanjske poveznice
- Ethnologue (14th)
- Ethnologue (15th)